# Gemmabryum kunzei
Gemmabryum kunzei là một loài Rêu trong họ Bryaceae. Loài này được (Hornsch.) J.R. Spence mô tả khoa học đầu tiên năm 2009.